# Tetradelloidea
De Tetradelloidea zijn een superfamilie van uitgestorven kreeftachtigen uit de klasse van de Ostracoda (mosselkreeftjes).

## Familie
- Tetradellidae Swartz, 1936 †